# Dicliptera alternans
Dicliptera alternans är en akantusväxtart som beskrevs av Gustav Lindau. Dicliptera alternans ingår i släktet Dicliptera och familjen akantusväxter. Inga underarter finns listade i Catalogue of Life.